# Dobropolje, Ilirska Bistrica
Dobropolje je naselje v Občini Ilirska Bistrica.